# Enrico Guastone Belcredi
Enrico Guastone Belcredi (Torino, 9 agosto 1907 – Golferenzo, 13 gennaio 2002) è stato un diplomatico italiano.

## Biografia
Diplomatosi al Liceo classico Vincenzo Gioberti, si iscrive all'Università di Torino, laureandosi nel 1929 in Giurisprudenza e nel 1930 in Scienze politiche e amministrative.
Dopo l'ingresso in carriera diplomatica, nel 1932, viene nominato vice console a Ottawa, e successivamente a Detroit (1935-1936) e in seguito trasferito all'Ambasciata italiana a Mosca (1936-1938).
Rientrato a Roma, al ministero degli Esteri, nel 1938, è poi destinato a Buenos Aires (1939-1940), Santiago del Cile (1940-1943) e Teheran (1946-1950).
Nell'inverno del 1943-44, lasciata Roma, nel tentativo di raggiungere il Regno del Sud e gli Alleati, raggiunge Veroli e poi resta bloccato per alcuni mesi a Settefrati, nella Valle di Comino, insieme ad altri diplomatici di carriera, ufficiali di collegamento e al regista Luchino Visconti.
Tra il 1953 e il 1954 lavora alla rappresentanza presso la NATO a Parigi, per poi diventare ambasciatore d'Italia a Beirut (1958-1962), Mogadiscio (1962-1965), Città del Messico (1965-1969), Stoccolma (1969-1970) e Tripoli (1971-1972).
Ha inoltre presieduto la società di costruzioni Astaldi.